# Born Here Live Here Die Here
Born Here Live Here Die Here è il settimo album in studio del cantante statunitense Luke Bryan, pubblicato nel 2020.

## Tracce
1. Knockin' Boots – 3:20
2. What She Wants Tonight – 3:07
3. Born Here Live Here Die Here – 3:46
4. One Margarita – 3:13
5. Too Drunk to Drive – 3:27
6. Build Me a Daddy – 3:09
7. Little Less Broken – 3:19
8. For a Boat – 3:29
9. Where Are We Goin' – 3:13
10. Down to One – 3:41